# Исследовательский центр солдатского снаряжения армии США
Исследовательский центр солдатского снаряжения армии США (англ. United States Army Soldier Systems Center) — военный научно-исследовательский центр при Министерстве обороны США, расположенный в городе Натик, штат Массачусетс. В состав центра входит ряд учреждений, принадлежащих не только Армии США, но и другим ветвям Вооруженных сил.
Распространенное название «Натикские армейские лаборатории» (англ. Natick Army Laboratories) или просто Natick Labs, нередко распространяемые на весь центр, на самом деле имеет отношение лишь к крупнейшему подразделению в его составе — US Army Natick Soldier Research, Development and Engineering Center (NSRDEC).
Центр в целом является одним из основных мест разработки и испытаний в лабораториях и на полигонах индивидуальных рационов питания, средств индивидуальной защиты, шанцевого инструмента, обмундирования и снаряжения для  обеспе́ченья Вооруженных сил США, в основном индивидуального назначения. Так, в нём разрабатываются рационы питания, обмундирование и амуниция, палатки, десантные парашюты и тому подобное. Кроме того, на исследовательский центр в Натике возложена разработка перспективных систем по видам обеспе́ченья, таких, как Land Warrior и Future Soldier.
В прошлом в ИЦСС были разработаны первые современные бронежилеты с керамическими вставками (1967); сухой паёк MRE (Meal, Ready-to-Eat); методики облучения пищи ионизирующим излучением, использовавшаяся при подготовке пайков для программы «Аполлон».

## Установки
SSC занимает 78 акров (320 000 м 2) на своем главном кампусе Натик и дополнительные 46 акров (190 000 т 2) в соседних общинах. Основной кампус расположен к северо-западу от Натик-центра и граничит с озером Кочайчуат.
Всего 1 957 сотрудников (159 военнослужащих, 1 048 гражданских лиц и 750 подрядчиков).
В 2006 финансовом году финансирование установок составило около 1 000 000 000 $ США, и номера получают более чем 135 000 000 долларов США, ежегодно в местную экономику путём установки заработной платы, коммунальных услуг и местных контрактов.
Установленный командиром армии США бригадный генерал, который находится на полигоне Абердин, штат Мэриленд.

## Миссии
SSC включает объекты, предназначенные для исследований и испытаний материалов(текстиль, боевых пайков) и возможности человека (добровольцев по исследованию человеческих возможностей) в рамках моделирования экологических крайностей (высота, жара, холод, ветер и т. д.). Требования для улучшения пайки привело к решениям в облучение пищевых продуктов и сублимационных методов сушки. Улучшение бронежилетов, новых военных парашютных технологий, и повышение уровня военной одежды, предназначенной для использования в различных средах.

## История
Начало Квартирмейстерских исследований фонда на Натике, утверждённые конгрессом в октябре 1949 года, начались в ноябре 1952 года. Год спустя, QRF было переименовано в Квартирмейстерский Научно-исследовательский центр и четыре года спустя, как квартирмейстер научно-технической команды.
Июль 1961 привёл к активации армии США научно-исследовательского института экологической медицины в Натике. В ноябре 1962 года, QREC был переименован в Лабораторию Натика и в следующем году Продовольственный и контейнерский институт переехал в Натик. В июле 1967 года производство одежды и текстиля и исследования фонда переехало в Натик.
В октябре 1992 года, NRDC был переименован в Исследовательский центр снаряжения армии США.

## Внешние ссылки
- Сайт управления PEO Soldier на базе ИЦСС
- Официальный сайт ИЦСС
- Официальный сайт гарнизона г. Натик